# Maria Kren
Maria Kren (* 25. März 1892 in Groß-Siegharts; † 20. November 1966 in Wiener Neustadt) war eine österreichische Politikerin (SPÖ) und Industrieangestellte. Kren war von 1945 bis 1949 Abgeordnete zum Landtag von Niederösterreich und von 1949 bis 1959 Abgeordnete zum Nationalrat.
Kren besuchte nach der Volksschule in Wien die örtliche Bürgerschule und war danach beruflich als Textilarbeiterin tätig. Kren engagierte sich zunächst vor allem in der Lokalpolitik und war von 1929 bis zum Verbot der Sozialdemokratischen Partei 1934 Mitglied des Gemeinderats von Groß-Siegharts. 1945 wurde sie erneut Gemeinderätin in Groß-Siegharts, zudem war sie zwischen 1952 und 1964 Bürgermeisterin der Gemeinde. Sie hatte darüber hinaus die Funktion der Vorsitzenden des Bezirksfrauenkomitees der SPÖ Waidhofen an der Thaya inne und war Zweite Vorsitzende des Frauenkomitees der SPÖ Niederösterreich. Kren vertrat die SPÖ vom 12. Dezember 1945 bis zum 5. November 1949 im Niederösterreichischen Landtag und war vom 8. November 1949 bis zum 9. Juni 1959 Abgeordnete zum Nationalrat. 